# Queenie - La stella di Calcutta
Queenie - La stella di Calcutta (Queenie) è una miniserie televisiva in 2 puntate trasmesse per la prima volta nel 1987.
È una miniserie drammatica statunitense con Joss Ackland, Martin Balsam e Claire Bloom. È basata sul romanzo del 1985 Queenie di Michael Korda. È incentrata sulle vicende dell'attrice Merle Oberon che aveva sposato Alexander Korda, zio di Michael Korda.

## Produzione
La miniserie, diretta da Larry Peerce su una sceneggiatura di James Goldman e April Smith con il soggetto di Michael Korda (autore del romanzo), fu prodotta da John Cutts e Robert M. Sertner per la Highgate Pictures, la London Weekend Television e la Von Zerneck Sertner Films e girata a Londra e a Jaipur in India.

## Distribuzione
La miniserie fu trasmessa negli Stati Uniti divisa in due parti il 10 e l'11 maggio 1987 con il titolo Queenie sulla rete televisiva ABC.
Alcune delle uscite internazionali sono state:
- in Spagna (El color del éxito)
- in Germania Ovest (Queenie)
- in Finlandia (Queenie - tie tähtiin)
- in Francia (Queenie, la force d'un destin)
- in Italia (Queenie - La stella di Calcutta)

## Critica
Secondo il Morandini il film è "una sontuosa ma superficiale riduzione cinematografica con un folto cast di attori sprecati".